# 熊谷一乗
熊谷 一乗（くまがい かずのり、1932年〈昭和7年〉11月26日 - ）は、教育学者、評論家、創価大学名誉教授。
京都市生まれ。鳥取県出身。東京大学大学院人文科学研究科修士課程修了、創価大学文学部助教授、新潟大学教育学部教授、創価大学教育学部教授、名誉教授、桐生大学教授。

## 著書
- 『昭和の教育 その病理と診断』大和書房 大和選書 1967
- 『牧口常三郎 人と思想』第三文明社 1971　のちレグルス文庫
- 『学制改革の社会学 学校をどうするか』有信堂高文社 1984
- 『子どもの発達と社会 教育社会学の基礎』東信堂 1986
- 『公民科教育 理論・歴史・展開 講座教科教育』学文社 1992
- 『創価教育学入門』第三文明社 レグルス文庫 1994
- 『現代教育制度論』学文社 1996
- 『現代の教育社会学 教育の危機のなかで』東信堂 2000
- 『日蓮・心の旅 不安の時代、彼はどんな未来を見たのか いまの時代に生きる「生の哲学」を求めて』祥伝社 ノン・ブック 2001

### 共編著
- 『教育原理』山本晴雄編著 共著 福村出版 教育選書 1973
- 『現代の教育原理』編 東信堂 1985
- 『人間性と教育 教育学概論』編著 学文社 1989
- 『転換期の教育政策』国祐道広,嶺井正也共編 八月書館 1998
- 『教育法規と学校』編著 学文社 教育演習双書 1999
- 『新・人間性と教育 教育学概論』編著 学文社 2002

## 論文
- Cinii

## 注
1. ↑  『現代日本人名録』2002年
2. ↑  『日蓮』著者紹介